# برود بای هاخنبورگ
برود بای هاخنبورگ (به آلمانی: Berod bei Hachenburg) یک شهر در آلمان است که در التنکیرچن واقع شده‌است. برود بای هاخنبورگ ۶۰۶ نفر جمعیت دارد.